# Love Is Bigger Than Anything in Its Way
"Love Is Bigger Than Anything in Its Way" é uma canção da banda de rock irlandesa U2. É a décima segunda faixa do álbum Songs of Experience (2017), sendo lançada como single promocional em 23 de abril de 2018. Foi produzida por Jacknife Lee. As letras da canção foram escritas por Bono.

## Lançamento
"Love Is Bigger Than Anything in Its Way" foi lançado em 23 de abril de 2018. Em maio de 2018, uma versão acústica foi gravada pelo U2 na Third Man Records para vinil. Ao longo de maio de 2018, vários remixes foram lançados. Em 4 de junho de 2018, o cantor americano Beck também lançou uma versão remixada da faixa.

## Vídeo musical
O primeiro vídeo da canção foi filmado em 2017. O fotógrafo David Mushegain teve a ideia de incorporar seu projeto sobre o estilo de vida jovem de Dublin em um vídeo depois de ouvir a música do U2. Foi filmado o vídeo usando uma câmera cinematográfica e incluiu vários jovens de seu projeto de estilo de vida anterior em Dublin. Lançado oficialmente em 27 de abril de 2018, o vídeo se concentra em um grupo de adolescentes de Dublin dançando e posando enquanto a música toca ao fundo.

### Beck Remix
Em 12 de julho de 2018, um vídeo musical de Beck foi lançado. No vídeo remix de animação em argila, um homem se prepara para embarcar em uma jornada enquanto lida com a morte de sua esposa.

## Lista de faixas
- Download digital[8]

1. "Love Is Bigger Than Anything in Its Way" –  4:00
2. "Love Is Bigger Than Anything in Its Way" (Acoustic Version) – 3:37

- Remixes[9][10][11][12][13][14][15]

1. "Love Is Bigger Than Anything in Its Way" (Cheat Codes Remix) – 3:12
2. "Love Is Bigger Than Anything in Its Way" (Beck Remix) – 3:39
3. "Love Is Bigger Than Anything in Its Way" (Will Clarke Remix) – 6:31
4. "Love Is Bigger Than Anything in Its Way" (Daybreakers Remix) – 7:33
5. "Love Is Bigger Than Anything in Its Way" (The Funk Hunters Remix) – 4:01
6. "Love Is Bigger Than Anything in Its Way" (HP. Hoeger Rusty Egan Chill Mix) – 6:41
7. "Love Is Bigger Than Anything in Its Way" (HP. Hoeger Rusty Egan from The Heart Mix) – 6:41

## Paradas musicais
| País/Parada (2018)                                      | Melhor posição |
| ------------------------------------------------------- | -------------- |
| Estados Unidos (Billboard Adult Alternative Songs)      | 16             |
| Estados Unidos (Billboard Adult Contemporary)           | 13             |
| Estados Unidos (Billboard Adult Top 40)                 | 18             |
| Estados Unidos (Billboard Dance Club Songs)             | 1              |
| Estados Unidos (Billboard Hot Rock & Alternative Songs) | 25             |

| País/Parada (2018)                  | Posição fixada |
| ----------------------------------- | -------------- |
| Estados Unidos (Adult Contemporary) | 42             |
| Estados Unidos (Dance Club Songs)   | 24             |

## Créditos
| U2 - Bono – vocal - The Edge – guitarra · backing vocal - Adam Clayton – baixo - Larry Mullen Jr. – bateria · percussão Pessoal adicional - Teclado – Jacknife Lee · Andrew Taggart - Guitarra – Jacknife Lee - Backing vocal – Jacknife Lee | Técnica - Produção – Jacknife Lee - Programação – Jacknife Lee - Engenharia de áudio – Matt Bishop - Assistência de engenharia – Barry McCready · Dave "Squirrel" Covell - Mixagem – Jacknife Lee - Assistência de mixagem – Matt Bishop |

## Histórico de lançamento
| País           | Data                | Formato                    | Versão                        | Gravadora  |
| -------------- | ------------------- | -------------------------- | ----------------------------- | ---------- |
| Estados Unidos | 23 de abril de 2018 | AAA radio                  | Original                      | Interscope |
| Vários         | 4 de maio de 2018   | Download digital streaming | Remixes                       | Interscope |
| Vários         | 11 de maio de 2018  | Download digital streaming | Versão acústica               | Interscope |
| Vários         | 25 de maio de 2018  | Download digital streaming | U2 x Cheat Codes              | Interscope |
| Itália         | 1 de junho de 2018  | Contemporary hit radio     | Original                      | Universal  |
| Vários         | 1 de junho de 2018  | Download digital streaming | Beck Remix                    | Interscope |
| Vários         | 20 de julho de 2018 | Download digital streaming | HP. Hoeger Rusty Egan Remixes | Interscope |